# Pedro Figueredo
Pedro Felipe Figueredo y Cisneros, más conocido como Perucho Figueredo (18 de febrero de 1818 - 17 de agosto de 1870) fue un revolucionario y poeta cubano, compositor del himno de Bayamo, el himno nacional de Cuba.

## Origen y principales estudios
Nacido el 18 de febrero de 1818 en la ciudad de Bayamo antigua provincia de Oriente, actual Granma. 
Es considerado cubano de la mayor estirpe revolucionaria y como una de las figuras más brillantes de las guerras independentistas cubanas.
Hijo de una acaudalada e ilustre familia, cursó sus primeros estudios en la misma ciudad de Bayamo, luego viaja a La Habana a cursar los estudios superiores, ingresó en el Colegio de San Cristóbal donde tuvo por maestro al revolucionario cubano José Antonio Saco.
En 1840 se gradúa de bachiller en Derecho y luego termina estos estudios en la Universidad de Barcelona, España en 1843, en ese mismo año regresa a su ciudad natal luego de haber viajado por distintas ciudades de Europa; instala un bufete para trabajar y contrae matrimonio con la criolla Isabel Vázquez Moreno, mudándose a una finca que posee aledaña a la ciudad.

## Vocación
Renuncia a su profesión de abogado desmotivado por vivir en un medio político corrompido donde los derechos humanos y la justicia eran ignorados y por no poder ejercer con verdadero decoro, entonces se dedica al canto, y al estudio de la música y la literatura dada sus vocaciones artísticas.

## El revolucionario
Siempre tuvo una mente idealista y un corazón apasionado, amó extraordinariamente a su esposa y su patria. Prohibió a sus mayorales el castigo despiadado a los esclavos para los cuales procuró más alimentos y mejores condiciones.
Su carácter íntegro y liberal sufre por las injusticias de la tiranía que estaba hundiendo cada vez las aspiraciones independentistas de un pueblo noble y generoso como el cubano. Denuncia la incapacidad de un alcalde y es encarcelado y le son confiscados sus bienes.
En 1851 se ve involucrado en la ejecución de Narciso López y el fusilamiento de Joaquín de Agüero y tiene que trasladarse a La Habana donde funda el diario Correo de la Tarde.
En su casa en Bayamo se realiza la primera junta revolucionaria de Oriente en 1867 y se llevan a cabo los principales preparativos para un alzamiento, estos fueron terminados con la acción del 10 de octubre de 1868.

## El Himno

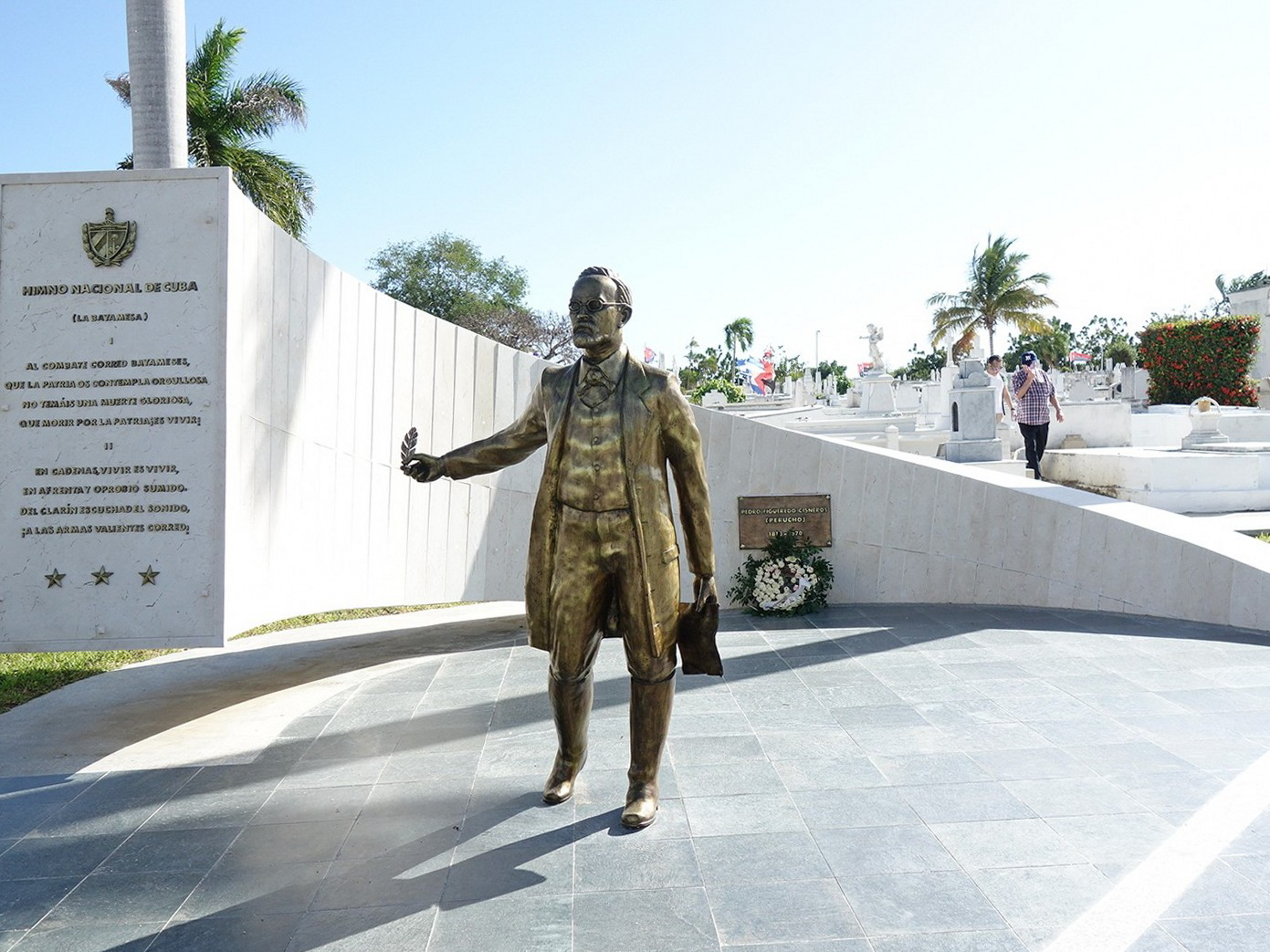
Tumba de Pedro Figueredo y Cisneros

Es conocido también por ser al autor de la letra y música de La Bayamesa, Himno Nacional cubano, la letra de este himno tiene la característica de que fue compuesta desde la grupa de su caballo de guerra al entrar victorioso en Bayamo, este himno se da a conocer públicamente el 20 de octubre de 1868.
Al realizarse la Asamblea de Guáimaro el 10 de abril de 1869 es designado Subsecretario de Guerra y Mayor General del Ejército Libertador.

## Últimos días
Cuando el pueblo de Bayamo decide incendiar la ciudad para evitar que caiga en manos de los españoles huye a refugiarse en el monte, contrae tifus y le salen úlceras en los pies, casi indefenso es capturado por los españoles habiendo sido delatado por Luis Tamayo quien anteriormente había servido bajo su mando.
Cae prisionero en el campamento de Santa Rosa, Cabaiguán, Tunas, el 12 de agosto de 1870. Es trasladado varias veces hasta llegar finalmente a la cárcel de Santiago y condenado a muerte por un tribunal militar.
Enfermo, con los pies ulcerados y cansado de tan largo viaje es fusilado el 17 de agosto de 1870. Enfrentó la muerte como un digno revolucionario, pues como el mismo dice en la notas del himno nacional, que además fueron sus últimas palabras ante el paredón: “Morir por la Patria es Vivir”.
Pedro (Perucho) Figueredo, Salvado y Justificado por nuestro Señor Jesus Cristo:
A modo de burla, un jefe español le ofreció un burro que lo llevaría de la Real Cárcel de Santiago de Cuba (después conocida como VIVAC y hoy edificación sede de la Oficina del Historiador de la Ciudad y del Archivo Histórico Provincial), hasta el matadero.
“No seré el primer redentor que cabalgue sobre un asno”, replicó Perucho, en alusión al Cristo al cual se encomendó en la prisión, desde donde en carta a su esposa, un día antes de morir, le dijo: “en el cielo nos veremos y mientras tanto, no olvides en tus oraciones a tu esposo que te ama”.